# Roxförde
Roxförde é um município da Alemanha, localizado no distrito de Altmarkkreis Salzwedel do estado Saxônia-Anhalt. Roxförde pertence a associação municipal Südliche Altmark.